# Andrzej Zbylitowski
Andrzej Zbylitowski (ur. ok. 1565 w Zagórzycach, zm. ok. 1608 w Zbylitowskiej Górze) – polski poeta, panegirysta i tłumacz, stolnik nadworny króla Zygmunta III Wazy.

## Życiorys
Urodzony około roku 1565, prawdopodobnie w Zagórzycach koło Wiślicy, jako syn Stanisława i Jadwigi Rożnówny. Brat stryjeczny satyryka Piotra Zbylitowskiego. Brak wiadomości o jego edukacji w kraju. Pomimo kłopotów majątkowych i licznej rodziny został wysłany przez ojca na kosztowne studia za granicą Polski. Po powrocie do kraju (1585) został dworzaninem trukczaszym Stefana Batorego, a następnie Zygmunta III. Od lat swej młodości, wiele zawdzięczał przychylności podskarbiego Młodziejowskiego i należał stronników Jana Zamoyskiego. Jesienią roku towarzyszył Zygmuntowi III w drodze do Szwecji. Pomimo wielu starań o protekcję, zawiedziony opuścił dwór królewski około roku 1598 i osiadł prawdopodobnie w Zbylitowskiej Górze nad Dunajcem. Jego pierwszą małżonką była Anna Trzecieńska, a po jej zgonie (1599) poślubił Katarzynę Borzewicką. Zmarł prawdopodobnie około roku 1608.

## Twórczość
Autor poematów i sielanek (Żywot szlachcica we wsi (1597), Wieśniak (1600)) oraz utworów okolicznościowych, np. Droga do Szwecyjej Namożniejszego w północnych krainach Pana, Zygmunta III, polskiego i szwedzkiego Króla, odprawiona w roku 1594, Epithalamium na wesele... Zygmuntowi III... i arcyksiężnie J. M. rakuskiej Annie.

### Ważniejsze dzieła
- Epithalamium na wesele J. Dulskiego i Anny Herburtownej, Kraków 1585, drukarnia Łazarzowa (egz. nieznane)
- Witanie króla nowego Zygmunta III, Kraków 1587, drukarnia Łazarzowa
- De victoria reportata anno D. 1588... epinicion. De eadem victoria... ad Ioannem de Zamoscie etc. gratulatio, Kraków 1588, drukarnia Łazarzowa
- In obitum Stephani Regis epigrammata, Kraków 1588
- Pisanie satyrów puszcz litewskich do Anny krolewny szwedzkiej o łowach w Białobieżach, Kraków 1589, drukarnia Łazarzowa (egz. nieznane)
- Epithalamium na wesele... Zygmuntowi III... i arcyksiężnie J. M. rakuskiej Annie, Kraków 1592, drukarnia Łazarzowa; wyd. krytyczne: J. Łoś, Kraków 1893, BPP nr 27; fragmenty przedr. J. Sokołowska "Poeci renesansu. Antologia", Warszawa 1959, Biblioteka Poezji i Prozy
- Lamenty na żałosny pogrzeb Elżbiety Ligęzianki z Bobrku, wojewodziny krakowskiej, Kraków 1593, drukarnia Łazarzowa; wyd. krytyczne: K. Młynarz, Pamiętnik Biblioteki Kórnickiej, t. 8 (1963); unikat: Biblioteka Kórnicka
- Na krzciny najaśnijeszemu Władislawowi III krolewicowi polskiemu i szweckiemu, Kraków 1595, drukarnia J. Siebeneicher; przedr. R. Pollak Szymon Szymonowicz i jego czasy, Zamość 1929 i odb.; unikat znajdował się w Bibliotece Towarzystwa Przyjaciół Nauk w Płocku
- Droga do Szwecyjej Namożniejszego w północnych krainach Pana, Zygmunta III, polskiego i szwedzkiego Króla, odprawiona w roku 1594 (księgi: I, II, III, IV), Kraków 1597, drukarnia J. Siebeneicher; przedr. K. W. Wójcicki Biblioteka starożytna pisarzy polskich, t. 2, Warszawa 1843; także wyd. 2 Warszawa 1854; wyd. K. J. Turowski w: "Andrzej i P. Zbylitowscy. Niektóre poezje", Kraków 1860, Biblioteka Polska, seria IV, zeszyt 14-15
- Żywot szlachcica we wsi, Kraków 1597; przedr.: J. K. Żupański, Poznań 1853; fragm. Przegląd Poznański 1854, t. 18, s. 154-158; K. J. Turowski w: "Andrzej i P. Zbylitowscy. Niektóre poezje", Kraków 1860, Biblioteka Polska, seria IV, zeszyt 14-15; fragm. S. Kot "Urok wsi i życia ziemiańskiego w poezji staropolskiej", Księga pamiątkowa na 75-lecie "Gazety Rolniczej", Warszawa 1938 i odb. Warszawa 1937
- Historia św. Genowefy, Kraków 1599 (egz. nieznany)
- Wieśniak..., Kraków 1600; fragmenty przedr. K. J. Turowski w: "Andrzej i P. Zbylitowscy. Niektóre poezje", Kraków 1860, Biblioteka Polska, seria IV, zeszyt 14-15; całość przedr. T. Wierzbowski, Warszawa 1893, Biblioteka Zapomnianych Poetów i Prozaików Polskich, zeszyt 3; fragmenty przedr. J. Sokołowska "Poeci renesansu. Antologia", Warszawa 1959, Biblioteka Poezji i Prozy
- In natalem Illustrissimi D. Basilii Alberti, filii Janusii ducis Ostrogiae, Kraków 1600; unikat znajdował się w Rusku
- Laudes na pisma Joachima Bielskiego, fragmenty ogł. W. A. Maciejowski Piśmiennictwo polskie, t. 3 Dod., Warszawa 1852, s. 288; całość (z niedokładnego odpisu Biblioteki Raczyńskich) ogł. R. Abicht "Życiorys A. Zbylitowskiego", Archiwum do Dziejów Literatury i Oświaty w Polsce, t. 10 (1904) i odb. Kraków 1899.

### Przekłady
- Owidiusz Actaeon, Kraków 1588 (fragm. Metamorfoz); fragmenty przedr. M. Wiszniewski Historia literatury polskiej, t. 7, Kraków 1845, s. 128-129; całość wyd. krytyczne: K. Młynarz, Pamiętnik Biblioteki Kórnickiej, t. 8 (1963); unikat (defekt): Biblioteka Kórnicka, sygn. Cim. Qu. 2719.

### Wydania zbiorowe
- Niektóre poezje A. i Piotra Zbylitowskich, wyd. K. J. Turowski, Kraków 1860, Biblioteka Polska, seria IV, zeszyt 14-15; (tu: Droga do Szwecyjej Namożniejszego w północnych krainach Pana, Zygmunta III, polskiego i szwedzkiego Króla, odprawiona w roku 1594, Żywot szlachcica we wsi i Wieśniak...).

### Materiały
- Protestacja sądowa z roku 1646 oraz wiadomości o innych dokumentach zob. R. Abicht "Życiorys A. Zbylitowskiego", Archiwum do Dziejów Literatury i Oświaty w Polsce, t. 10 (1904) i odb. Kraków 1899; podobiznę autografu podają: T. Wierzbowski Materiały do dziejów piśmiennictwa polskiego, t. 1, Warszawa 1900; J. Krzyżanowski, Historia literatury polskiej, Warszawa 1939, s. 178; także wyd. 2 Warszawa 1953, s. 222.